# Marguerite Anne de Blonay
Marguerite Anne de Blonay (Zinswiller, 9 juli 1897 - Marchais-en-Brie, 18 juli 1966) was een Zwitserse beeldhouwster. Zij nam deel aan de Olympische Zomerspelen van 1924 met het beeld Lanceur de Poids.

## Belangrijkste resultaten

### Olympische Zomerspelen
| Jaar | Plaats | Discipline       | Onderdeel      | Resultaat |
| ---- | ------ | ---------------- | -------------- | --------- |
| 1924 | Parijs | kunstwedstrijden | beeldhouwkunst | deelname  |

- Gemeinsame Normdatei: 138104115
- International Standard Name Identifier: 0000 0000 6000 7627
- SIKART: 4023996
- Virtual International Authority File: 64279287